# Galium trifidum

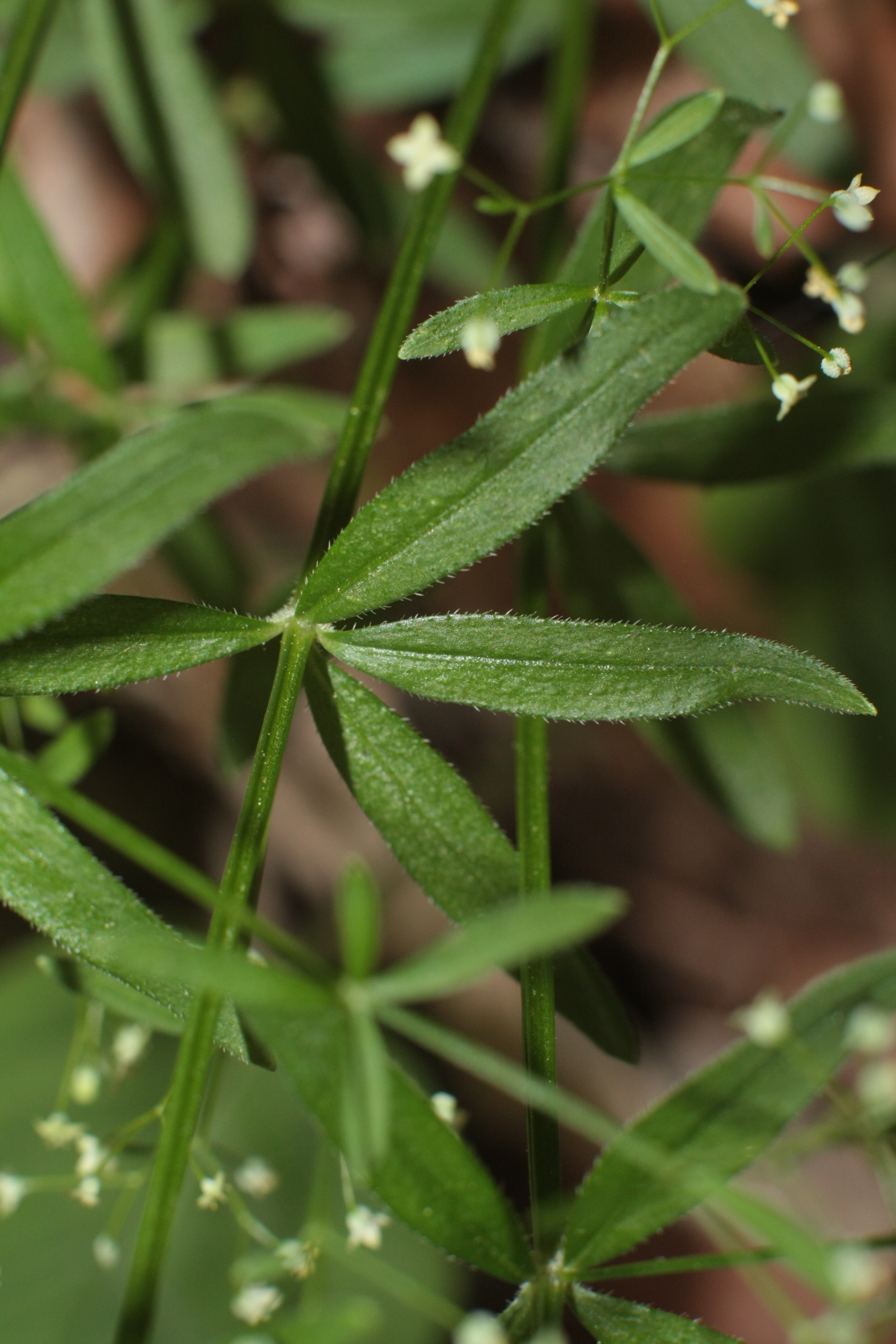
Detalle de las hojas

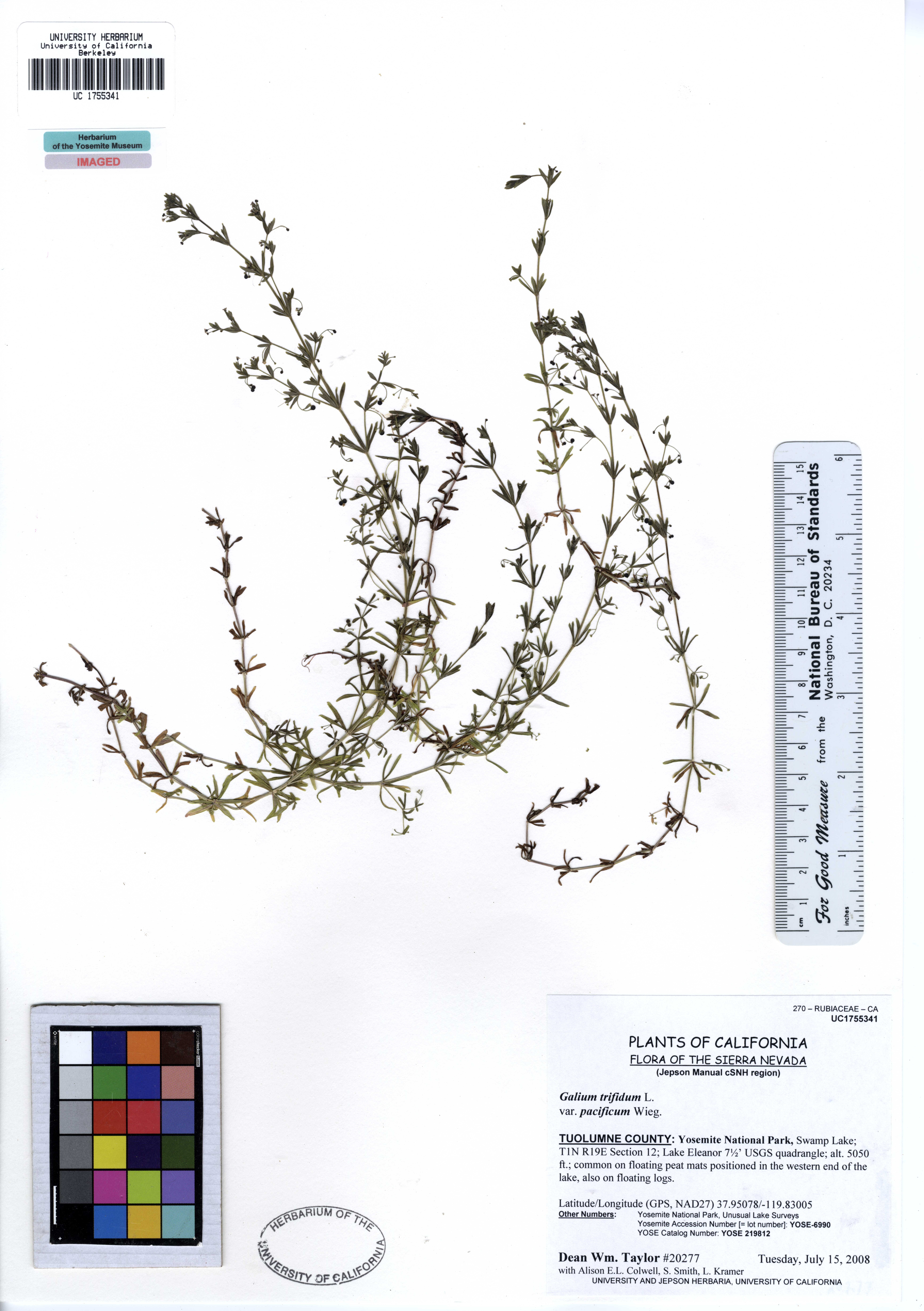
Espécimen

Galium trifidum es una especie de planta herbácea perennifolia de la familia de las rubiáceas. Es nativa del norte y oeste de Norteamérica, desde  Alaska y Canadá hasta México, donde crece en hábitats húmedos.

## Descripción
Es una hierba perenne, por lo general formando una maraña de tallos delgados de hasta medio metro de largo rodeados de espirales de hojas ovaladas a lineales. La inflorescencia es un racimo de pequeñas flores blancas o rosadas.

## Taxonomía
Galium trifidum fue descrita por Carlos Linneo y publicado en Species Plantarum 1: 105–106, en el año 1753.
Etimología
Galium: nombre genérico que deriva de la palabra griega gala que significa  "leche",  en alusión al hecho de que algunas especies fueron utilizadas para cuajar la leche.
trifidum: epíteto latíno que significa "con tres divisiones".
Subespecies aceptadas
- Galium trifidum subsp. brevipes (Fernald & Wiegand) Á.Löve & D.Löve
- Galium trifidum subsp. columbianum (Rydb.) Hultén
- Galium trifidum subsp. halophilum (Fernald & Wiegand) Puff
- Galium trifidum subsp. subbiflorum (Wiegand) Puff
- Galium trifidum subsp. trifidum

Sinonimia
subsp. brevipes (Fernald & Wiegand) Á.Löve & D.Löve
- Galium brevipes Fernald & Wiegand[5]

subsp. columbianum (Rydb.) Hultén
- Galium columbianum Rydb.
- Galium cymosum Wiegand
- Galium taquetii H.Lév.
- Galium trifidum var. brevipedunculatum Regel
- Galium trifidum var. pacificum Wiegand
- Galium trifidum subsp. pacificum (Wiegand) Piper & Beattie[6]

subsp. halophilum (Fernald & Wiegand) Puff
- Galium trifidum var. halophilum Fernald & Wiegand
- Galium trifidum f. halophilum (Fernald & Wiegand) B.Boivin[7]

subsp. subbiflorum (Wiegand) Puff
- Galium claytonii subsp. subbiflorum (Wiegand) Piper & Beattie
- Galium claytonii var. subbiflorum (Wiegand) Wiegand
- Galium subbiflorum (Wiegand) Rydb.
- Galium tinctorium var. subbiflorum (Wiegand) Fernald
- Galium trifidum var. pusillum A.Gray
- Galium trifidum var. subbiflorum Wiegand[8]

subsp. trifidum
- Galium baicalense Pobed.
- Galium brandegeei A.Gray
- Galium ruprechtii Pobed.
- Galium trifidum subsp. distentum Printz
- Galium trifidum var. europaeum Rupr.
- Rubia linnaeana Baill.[9]